# Mundubbera
Mundubbera (pronunciado /mʌnˈdʌbərə/) es una localidad situada en el este de Australia, en el estado de Queensland, a 405 km al noroeste de Brisbane. Se ubica en la región conocida como Wide Bay–Burnett. Mundubbera se ha autoproclamado como Citrus Capital of Queensland («Capital cítrica de Queensland»), aunque el título está en disputa con el vecino pueblo de Gayndah
.
Mundubbera se encuentra a orillas del río Burnett. Las principales fuentes de ingresos son la agricultura, la fruticultura y la silvicultura. Es la principal productora de uva en Queensland y también destaca en la exportación del mango, las naranjas, limones y aguacates.